# Regent (azienda)

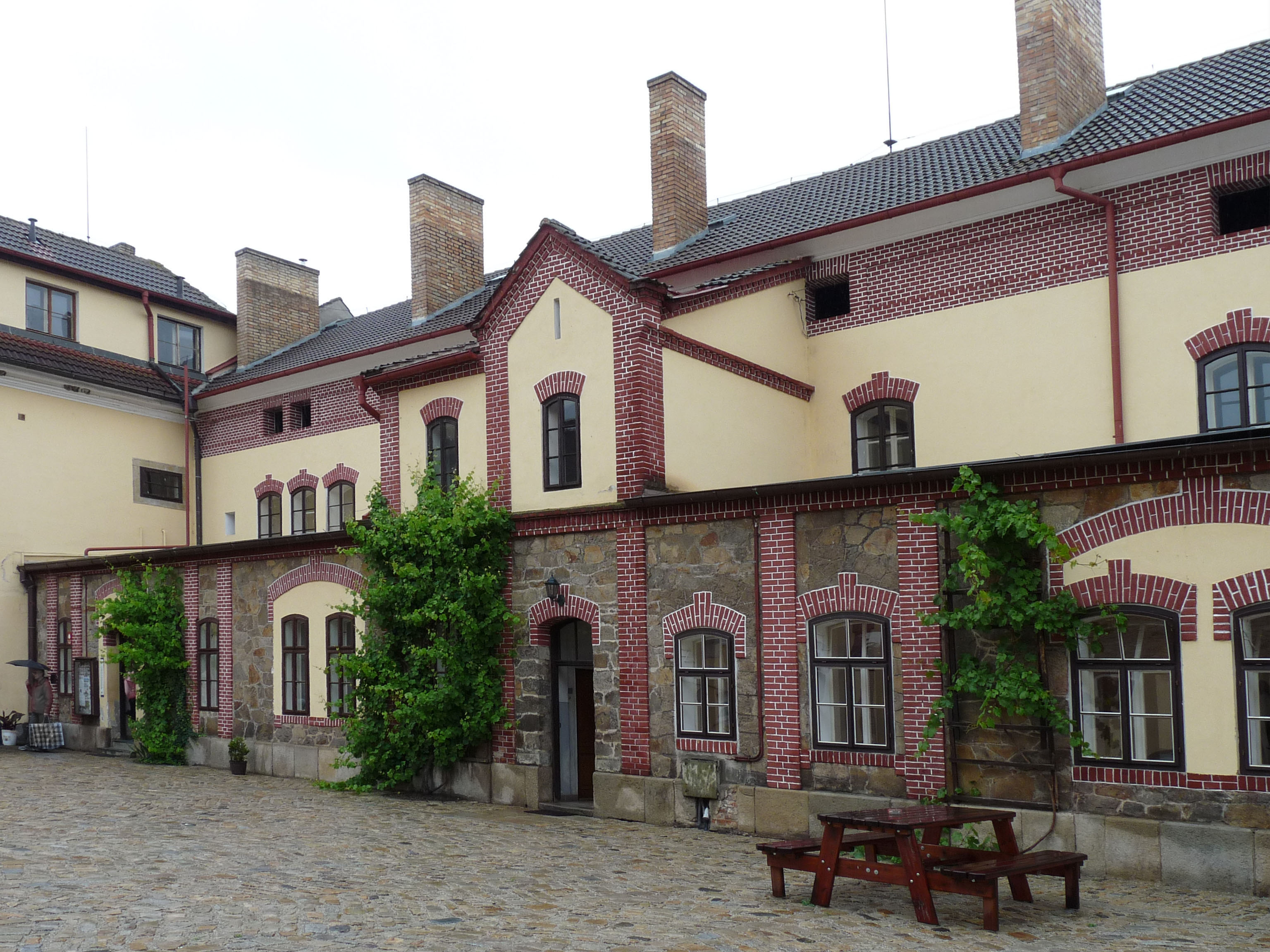
Uno degli edifici sul cortile principale

La Bohemia Regent a.s. è un birrificio della Repubblica Ceca presso la città di Třeboň. Il marchio appartiene al gruppo ceco "Stasek".

## Storia
Il birrificio Regent venne fondato nel 1379 a Třeboň nella Boemia del sud come birrificio della famiglia nobiliare dei Rosenberg. Il nome della fabbrica deriva da Jakub Krčin, economista ed amministratore dei possedimenti dei Rosenberg, appunto chiamato Regent ossia reggente.
La proprietà passò nel 1698 ai duchi di Schwarzenberg che ne spostarono la sede nel palazzo Rosenberg con ingresso da piazza Žižka. Sotto la guida degli Schwarzenberg, il birrificio venne sottoposto a diverse opere di ristrutturazione: per mano degli architetti italiani De Maggi, del costruttore austriaco Martinelli e dell'architetto praghese Ignac Bayer.

Il birrificio produce tutt'oggi secondo la legge Reinheitsgebot sulla purezza.

## Prodotti
- Bohemia Regent Prezident
- Bohemia Regent Lager Pale
- Bohemia Regent Lager Dark
- Bohemia Regent OG 1.0392
- Bohemia Regent OG 1.0323

## Galleria d'immagini

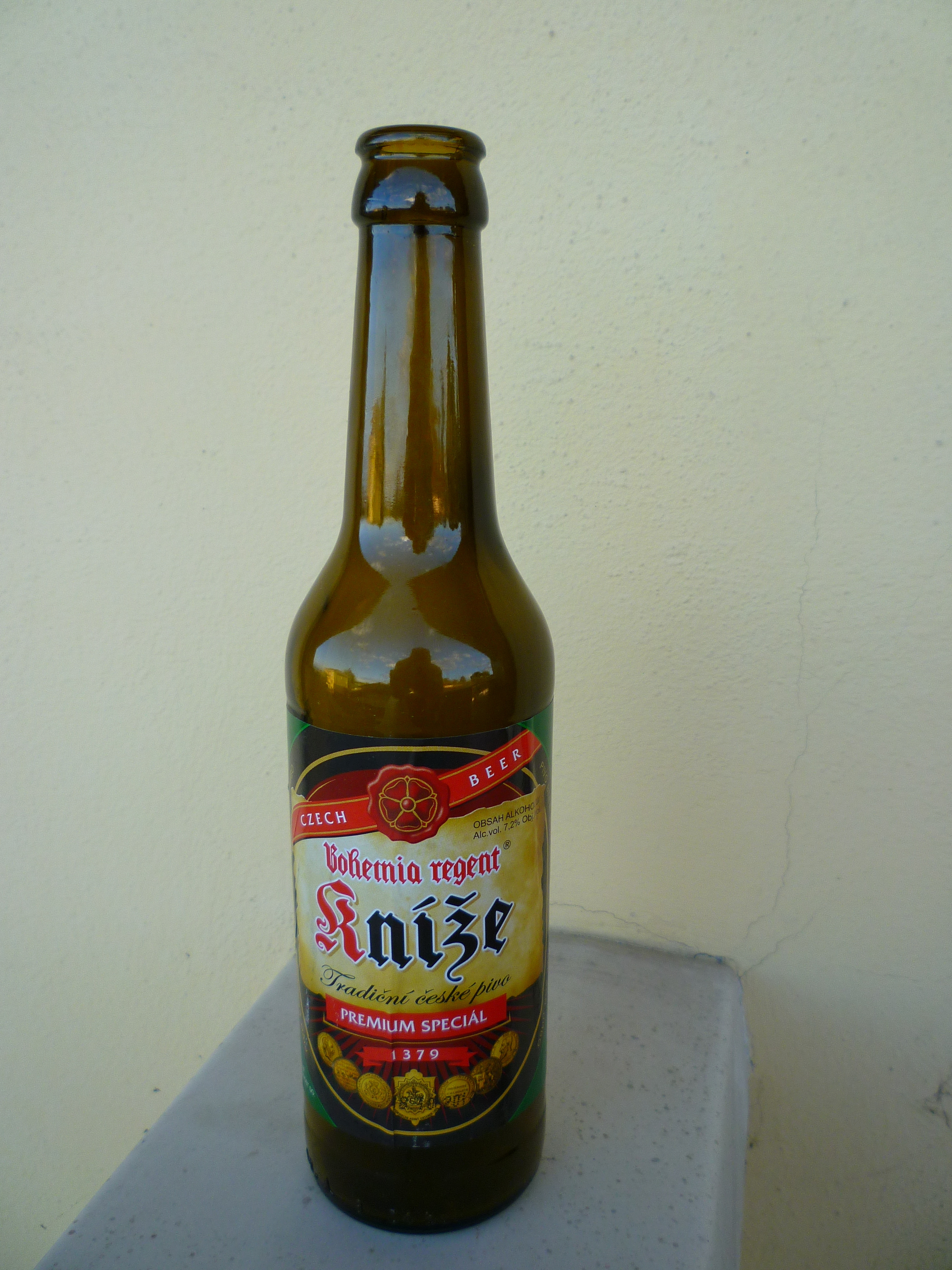
Bohemia Regent Knize
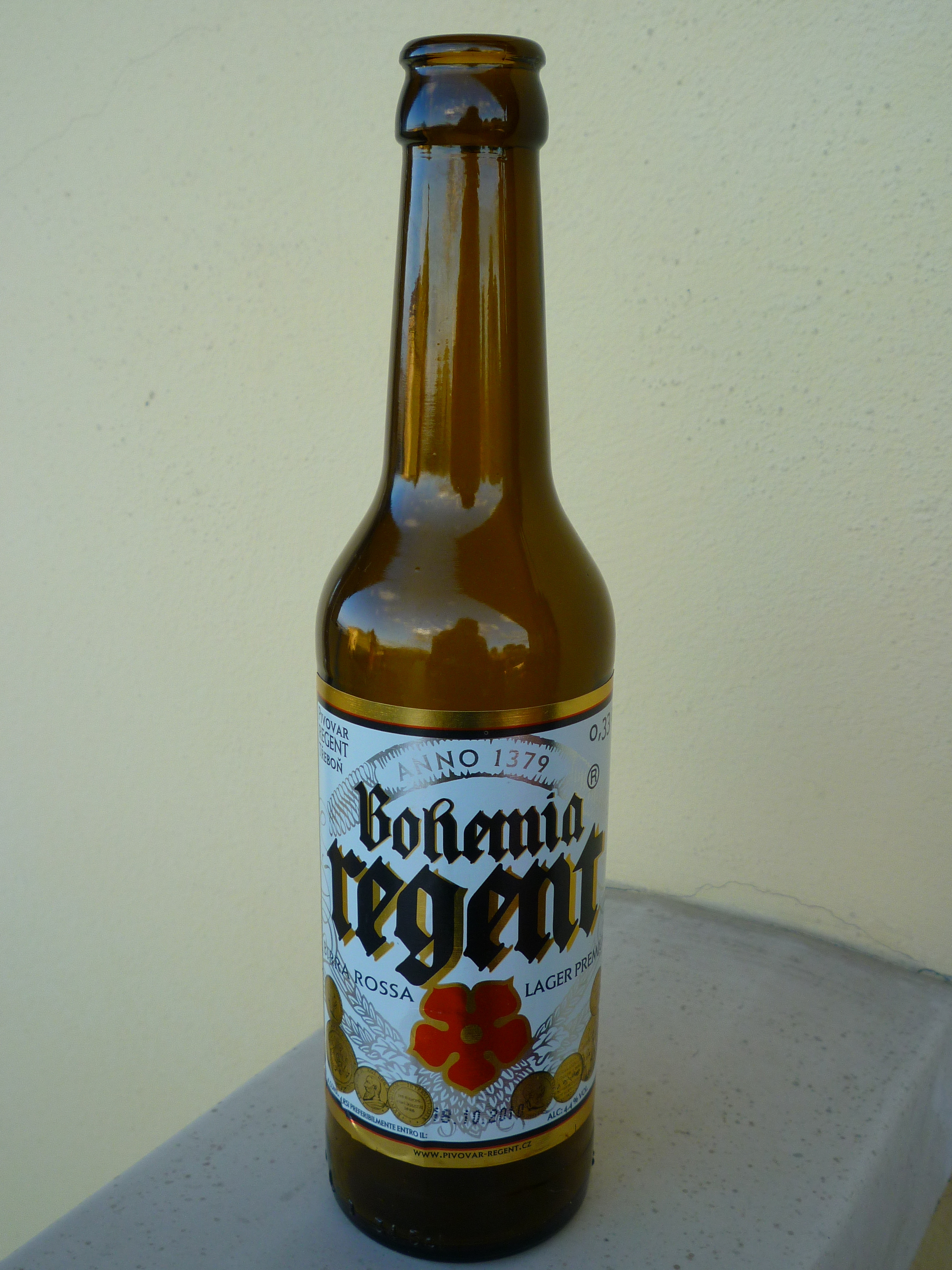
Bohemia Regent Red